# Pius IV.
Papež Pius IV. (italsky: Pio IV; 31. března 1499, Milán – 9. prosince 1565, Řím), rozený Giovanni Angelo de Medici, byl od 25. prosince 1559 až do své smrt 9. prosince 1565 hlavou katolické církve a vládcem Papežského státu. Narodil se v Miláně, jeho rodina se považovala za větev rodu Medicejských a používala stejný erb. Ačkoli moderní historici nenašli žádný důkaz potvrzující toto tvrzení, Medicejové z Florencie uznali nároky Medicejských z Milána na počátku 16. století.
Předsedal závěrečnému zasedání Tridentského koncilu. Jeho synovec, kardinál Karel Boromejský, byl jeho blízkým poradcem. Jako papež inicioval Pius IV. řadu stavebních projektů v Římě, včetně jednoho ke zlepšení zásobování vodou.

## Život
Gian Angelo se narodil v milánské rodině de Medici (kteří se slavným florentským rodem nemají kromě jména nic společného), vystudoval práva a jako jediný z rodiny se snažil uchytit v papežských službách, což se mu záhy podařilo. (V letech 1546 – 1547 dokonce válčil v papežském pomocném sboru na straně císaře v Uhrách proti Turkům a v roce 1547 byl apoštolským komisařem v papežském pomocném sboru ve válce šmalkaldské). V roce 1546 získal kněžské svěcení a stal se arcibiskupem dubrovnickým. O tři roky později (1549) ho Pavel III. jmenoval kardinálem.
Jako kardinál se hlásil spíše ke skupině hledající spíše dialog než konfrontaci, měl blízko ke kardinálu Moronemu. Možná i proto byl po smrti Pavla IV. na bouřlivé konkláve, která trvala tři a půl měsíce, zvolen papežem. Vybral si jméno Pius IV.

## Papež
I když Pius IV. nebyl fakticky spřízněn s rodem Medicejských, přesto s jejich tichým souhlasem používal jejich rodový erb. Před novým papežem stál nesnadný úkol stabilizovat papežskou politiku, ted jinými slovy navrátit papežskou politiku do kolejí, po kterých jela před pontifikátem Carafy. Jako jeden z prvních úkolů, které si nový papež vytyčil, bylo obnovení diplomatických styků s císařem. To se podařilo poměrně rychle, a tak již na Velikonoce 1560 přijel do Vídně papežský nuncius Stanislav Hosius. V dalším roce dokonce obnovil i arcibiskupství pražské, čímž ukončil sedisvakanci dlouhou celých 140 let (1421–1561). Ovšem největší úkol na něj teprve čekal. Tridentský koncil byl 28. dubna 1552 v důsledku Spiknutí říšských knížat pozastaven a dosud nebyl obnoven. Proto už rok po svém zvolení vydal papež bulu Ad Ecclesiae regimen, jíž opět zahájil přerušené jednání v Tridentu. To se nakonec s mírným zpožděním podařilo a 18. ledna 1562 se koncil sešel. Po téměř dvou letech byla Moroneho reforma katolické církve přijata a v prosinci 1563 koncil slavnostně skončil. Papež potom 26. ledna 1564 bulou Benedictus Deus všechny tridentské kánony a dekrety potvrdil. Ještě před smrtí stihl roku 1564 povolit na žádost Ferdinanda I. přijímání podobojí pro Země Koruny české a v prosinci příštího roku papež Pius IV., tento velký obdivovatel Benátské republiky, zemřel.